# Jan Kleinszmidt
Jan Krzysztof Kleinszmidt (ur. 3 stycznia 1965 w Kołczygłowach) – polski samorządowiec i przedsiębiorca. Od 2010 przewodniczący sejmiku pomorskiego.

## Życiorys
Ukończył studia w zakresie zarządzania i marketingu. Z zawodu przedsiębiorca, zajął się prowadzeniem własnej działalności gospodarczej w ramach przedsiębiorstwa produkującego materiały budowlane.
W 1998 i 2002 był wybierany na radnego miasta Bytowa. W 2006 z ramienia Platformy Obywatelskiej uzyskał mandat radnego sejmiku pomorskiego III kadencji, w której pełnił funkcję wiceprzewodniczącego sejmiku. W 2010 z powodzeniem ubiegał się o reelekcję. Po wyborach został wybrany na przewodniczącego sejmiku pomorskiego IV kadencji. W 2014, 2018 i 2024 ponownie wybierany do samorządu województwa. Pozostał przewodniczącym sejmiku na okres V, VI i VII kadencji.
Odznaczony Odznaką Honorową za Zasługi dla Samorządu Terytorialnego (2015).